# NEPOMUK
NEPOMUK-KDE — открытая свободная реализация стандартов и API NEPOMUK (Network Environment for Personalized, Ontology-based Management of Unified Knowledge) для КDE 4. Разработка акцентируется на активном использовании метаданных и полноценном использовании технологий peer-to-peer.
На первом этапе разработка концентрируется на использовании метаданных. Существуют три вида метаданных, которые можно найти на рабочем столе:
- метаданные, которые можно найти в файлах, хранящихся на локальном жестком диске, такие как тег, информация в аудиофайлах, временные метки, или получить их простой индексацией текста. Эти метаданные могут быть извлечены и проиндексированы в любое время. Работа Strigi основывается на этом типе метаданных.
- метаданные созданные вручную пользователем. В наиболее простом случае это может быть комментарий к файлу или сообщению электронной почты.
- метаданные, которые не могут быть легко получены путём индексации и не создаются пользователем вручную. Сюда входит, например, адрес файла, который будет скачан из Интернета. Как только файл сохраняется на жестком диске, эта информация теряется. То же самое можно сказать о приложении электронной почты: после того как вложение из электронного письма сохраняется на жесткий диск, его связь с отправителем теряется.

На сегодняшний день следующие компоненты были разработаны:
- Soprano (ПО) — решение для хранения данных RDF, предоставляющее мощный Qt4 ориентированный API для всех компонентов Nepomuk.
- Libnepomuk — является частью kdelibs и обеспечивает удобный доступ и модификацию метаданных.
- Сервер Nepomuk — модуль KDED, поставляется вместе с kdebase, обеспечивает основные хранилища данных Nepomuk, включая индексацию текста и доступ к Strigi.

Nepomuk также интегрирован с Dolphin и предоставляет пользователю возможность указать теги, рейтинг и комментарии для каталогов и файлов.